# ヒスチジンtRNAリガーゼ
ヒスチジンtRNAリガーゼ(Histidine—tRNA ligase、EC 6.1.1.21)は、以下の化学反応を触媒する酵素である。
ATP + L-ヒスチジン + RNA{\displaystyle \rightleftharpoons }AMP + 二リン酸 + L-ヒスチジルtRNAHis
従って、この酵素は、ATPとL-ヒスチジンとRNAの3つの基質、AMPと二リン酸とL-ヒスチジルtRNAHisの3つの生成物を持つ。
この酵素はリガーゼに分類され、特にアミノアシルtRNAと関連化合物に炭素-酸素結合を形成する。系統名はL-ヒスチジン:tRNAHisリガーゼ(AMP生成)(L-Histidine:tRNAHis ligase (AMP-forming))である。ヒスチジルtRNAシンターゼ、ヒスチジントランスラーゼ等とも呼ばれる。この酵素は、ヒスチジンの代謝及びアミノアシルtRNAの生合成に関与している。

## 構造
2007年末時点で、9個の構造が解かれている。蛋白質構造データバンクのコードは、1ADJ、1ADY、1H4V、1HTT、1KMM、1KMN、1QE0、1WU7、1X59である。